# (Fly away) Little Paraquayo
(Fly away) Little Paraquayo is een single van de George Baker Selection. Het is afkomstig van hun album Hot baker. Beide B-kanten waren ook afkomstig van dat album. Little Paraquayo, een lied over kinderarbeid en slavernij, was hun tweede succesvolle single van 1974 en ook de tweede van het genoemde album. Er is ook een Duitstalige versie: Kleiner Paraquayo.
Opmerkelijk is de spelling van de titel met een q, terwijl de correcte Spaanse spelling Paraguayo is.

## Hitnotering

### Nederlandse Top 40
| Hitnotering: week 20 t/m 33 in 1974 | Hitnotering: week 20 t/m 33 in 1974 | Hitnotering: week 20 t/m 33 in 1974 | Hitnotering: week 20 t/m 33 in 1974 | Hitnotering: week 20 t/m 33 in 1974 | Hitnotering: week 20 t/m 33 in 1974 | Hitnotering: week 20 t/m 33 in 1974 | Hitnotering: week 20 t/m 33 in 1974 | Hitnotering: week 20 t/m 33 in 1974 | Hitnotering: week 20 t/m 33 in 1974 | Hitnotering: week 20 t/m 33 in 1974 | Hitnotering: week 20 t/m 33 in 1974 | Hitnotering: week 20 t/m 33 in 1974 | Hitnotering: week 20 t/m 33 in 1974 | Hitnotering: week 20 t/m 33 in 1974 | Hitnotering: week 20 t/m 33 in 1974 |
| Week:                               | 1                                   | 2                                   | 3                                   | 4                                   | 5                                   | 6                                   | 7                                   | 8                                   | 9                                   | 10                                  | 11                                  | 12                                  | 13                                  | 14                                  |                                     |
| ----------------------------------- | ----------------------------------- | ----------------------------------- | ----------------------------------- | ----------------------------------- | ----------------------------------- | ----------------------------------- | ----------------------------------- | ----------------------------------- | ----------------------------------- | ----------------------------------- | ----------------------------------- | ----------------------------------- | ----------------------------------- | ----------------------------------- | ----------------------------------- |
| Positie:                            | 24                                  | 12                                  | 6                                   | 4                                   | 2                                   | 2                                   | 4                                   | 5                                   | 10                                  | 11                                  | 15                                  | 18                                  | 31                                  | 40                                  | uit                                 |

### NederlandseDaverende 30
| Hitnotering: 11-5-1974 t/m 16-8-1974 | Hitnotering: 11-5-1974 t/m 16-8-1974 | Hitnotering: 11-5-1974 t/m 16-8-1974 | Hitnotering: 11-5-1974 t/m 16-8-1974 | Hitnotering: 11-5-1974 t/m 16-8-1974 | Hitnotering: 11-5-1974 t/m 16-8-1974 | Hitnotering: 11-5-1974 t/m 16-8-1974 | Hitnotering: 11-5-1974 t/m 16-8-1974 | Hitnotering: 11-5-1974 t/m 16-8-1974 | Hitnotering: 11-5-1974 t/m 16-8-1974 | Hitnotering: 11-5-1974 t/m 16-8-1974 | Hitnotering: 11-5-1974 t/m 16-8-1974 | Hitnotering: 11-5-1974 t/m 16-8-1974 | Hitnotering: 11-5-1974 t/m 16-8-1974 | Hitnotering: 11-5-1974 t/m 16-8-1974 | Hitnotering: 11-5-1974 t/m 16-8-1974 |
| Week:                                | 1                                    | 2                                    | 3                                    | 4                                    | 5                                    | 6                                    | 7                                    | 8                                    | 9                                    | 10                                   | 11                                   | 12                                   | 13                                   | 14                                   |                                      |
| ------------------------------------ | ------------------------------------ | ------------------------------------ | ------------------------------------ | ------------------------------------ | ------------------------------------ | ------------------------------------ | ------------------------------------ | ------------------------------------ | ------------------------------------ | ------------------------------------ | ------------------------------------ | ------------------------------------ | ------------------------------------ | ------------------------------------ | ------------------------------------ |
| Positie:                             | 29                                   | 22                                   | 11                                   | 7                                    | 3                                    | 3                                    | 4                                    | 6                                    | 6                                    | 10                                   | 12                                   | 19                                   | 23                                   | 27                                   | uit                                  |

### BelgischeBRT Top 30
| Hitnotering: 18-5-1974 t/m 30-8-1974 | Hitnotering: 18-5-1974 t/m 30-8-1974 | Hitnotering: 18-5-1974 t/m 30-8-1974 | Hitnotering: 18-5-1974 t/m 30-8-1974 | Hitnotering: 18-5-1974 t/m 30-8-1974 | Hitnotering: 18-5-1974 t/m 30-8-1974 | Hitnotering: 18-5-1974 t/m 30-8-1974 | Hitnotering: 18-5-1974 t/m 30-8-1974 | Hitnotering: 18-5-1974 t/m 30-8-1974 | Hitnotering: 18-5-1974 t/m 30-8-1974 | Hitnotering: 18-5-1974 t/m 30-8-1974 | Hitnotering: 18-5-1974 t/m 30-8-1974 | Hitnotering: 18-5-1974 t/m 30-8-1974 | Hitnotering: 18-5-1974 t/m 30-8-1974 | Hitnotering: 18-5-1974 t/m 30-8-1974 | Hitnotering: 18-5-1974 t/m 30-8-1974 | Hitnotering: 18-5-1974 t/m 30-8-1974 |
| Week:                                | 1                                    | 2                                    | 3                                    | 4                                    | 5                                    | 6                                    | 7                                    | 8                                    | 9                                    | 10                                   | 11                                   | 12                                   | 13                                   | 14                                   | 15                                   |                                      |
| ------------------------------------ | ------------------------------------ | ------------------------------------ | ------------------------------------ | ------------------------------------ | ------------------------------------ | ------------------------------------ | ------------------------------------ | ------------------------------------ | ------------------------------------ | ------------------------------------ | ------------------------------------ | ------------------------------------ | ------------------------------------ | ------------------------------------ | ------------------------------------ | ------------------------------------ |
| Positie:                             | 26                                   | 16                                   | 6                                    | 8                                    | 4                                    | 3                                    | 1                                    | 2                                    | 2                                    | 4                                    | 9                                    | 7                                    | 10                                   | 12                                   | 20                                   | uit                                  |